# Johnny Isakson
John Hardy Isakson, dit Johnny Isakson, né le 28 décembre 1944 à Atlanta et mort le 19 décembre 2021, est un homme politique américain, membre du Parti républicain et sénateur de Géorgie au Congrès fédéral de janvier 2005 à décembre 2019.
De 1999 à 2004, Johnny Isakson représentait le sixième district de Géorgie à la Chambre des représentants des États-Unis.

## Biographie

### Carrière professionnelle et politique locale
Originaire d'Atlanta, Isakson est diplômé de l'université de Géorgie en 1966. L'année suivante, il ouvre un bureau de l'entreprise immobilière Northside Realty dans le comté de Cobb. Il devient par la suite président du groupe.
Après un premier échec en 1974, Isakson est élu en 1976 à la Chambre des représentants de Géorgie. Réélu à six reprises, il y dirige le groupe républicain — minoritaire — de 1983 à 1990. En 1990, il tente de se faire élire gouverneur mais est battu par le southern democrat (Dixiecrat) Zell Miller. De 1993 à 1995, il est membre du Sénat de Géorgie.
En 1996, il se présente aux primaires républicaines pour le poste de sénateur fédéral laissé vacant par Sam Nunn. Il accède au second tour des primaires mais il est battu par Guy W. Millner à cause de son étiquette de libéral. Il réunit 47,2 % des voix contre 52,8 % pour Millner. L'année suivante, le gouverneur Miller le nomme à la tête de la commission de l'éducation de Géorgie.

### Membre du Congrès
En février 1999, il est élu dans une élection spéciale à la Chambre des représentants des États-Unis au siège abandonné en cours de mandat par Newt Gingrich dans la circonscription la plus républicaine de l'État. Il est réélu en 2000 et 2002.
En 2004, il parvient à surpasser ses adversaires lors des primaires républicaines pour concourir au poste de sénateur fédéral, au siège du démocrate Zell Miller, lequel a rallié George W. Bush lors de la campagne présidentielle. Le 2 novembre 2004, Isakson est élu sénateur de Géorgie avec 59 % des voix contre 39 % à la démocrate Denise Majette.
Il est l'un des rédacteurs du Animal Enterprise Terrorism Act de 2006.
Il est facilement réélu avec 58,3 % des suffrages lors des élections sénatoriales de 2010, battant le démocrate Michael Thurmond (39 %) et le libertarien Chuck Donovan.
En 2015, Isakson prend la présidence de la commission aux anciens combattants et de la commission d'éthique du Sénat. Il révèle la même année être atteint de la maladie de Parkinson, diagnostiquée deux ans plus tôt. En novembre 2015, une publication émanant du collectif informel Anonymous fait état de sa possible appartenance au Ku Klux Klan. Cependant, des membres du collectif déclarent que cette publication est fausse et publient une autre liste de membres du KKK, où il n'apparaît pas.
Au mois d'août 2019, il démissionne de son mandat de sénateur pour raisons de santé avec effet au 31 décembre 2019. Il est alors le seul élu de l'histoire de Géorgie à avoir été membre des deux chambres de la législature d'État puis du Congrès fédéral,.

## Positions politiques
Isakson est parfois perçu comme un républicain modéré, même si le site On the Issues le qualifie d'« ultraconservateur » en se basant sur ses votes au Sénat. Il est qualifié de RINO (« Republican in name only », « Républicain de nom seulement » en français) par certains de ses détracteurs républicains.

### Avortement
Isakson a changé plusieurs fois d'avis sur l'avortement. En 1988, en tant que chef de la minorité à l'assemblée de Géorgie, il a déposé un amendement constitutionnel pour interdire l'avortement dans l'État. En 1990, alors qu'il concourait pour le poste de gouverneur, il déclara être pro-choix (pour le droit de choisir).[réf. nécessaire]
Lors de sa campagne de 1996, il diffuse des publicités où il exprime son soutien au droit à l'avortement, même si selon lui l'État ne devrait pas financer les avortements. Cette prise de position, unique pour un républicain du Sud des États-Unis, est vue par certains analystes comme un moyen de se différencier de ses adversaires républicains, qui courtisent la droite religieuse, et de s'attirer le vote des femmes de banlieue.
En 2004, en campagne pour le siège de sénateur, il déclara respecter la vie humaine, être personnellement opposé à l'avortement (sauf en cas de viol, d'inceste ou de danger pour la vie de la mère) et souhaiter que cette question revienne au législateur et non aux juges.

## Historique électoral

### Sénat
| Année | Johnny Isakson | Démocrate | Libertarien |
| ----- | -------------- | --------- | ----------- |
| Année |                |           |             |
| 2004  | 57,9 %         | 40,0 %    | 2,1 %       |
| 2010  | 58,3 %         | 39,0 %    | 2,7 %       |
| 2016  | 54,8 %         | 41 %      | 4,2 %       |